# Rauret e Joncheras
Rauret és un municipi francès situat al departament de l'Alt Loira i a la regió d'Alvèrnia-Roine-Alps. L'any 2007 tenia 174 habitants.

## Demografia

### Població
El 2007 la població de fet de Rauret era de 174 persones. Hi havia 80 famílies de les quals 24 eren unipersonals (12 homes vivint sols i 12 dones vivint soles), 32 parelles sense fills, 20 parelles amb fills i 4 famílies monoparentals amb fills.
La població ha evolucionat segons el següent gràfic:
Habitants censats

### Habitatges
El 2007 hi havia 196 habitatges, 79 eren l'habitatge principal de la família, 102 eren segones residències i 15 estaven desocupats. 189 eren cases i 4 eren apartaments. Dels 79 habitatges principals, 64 estaven ocupats pels seus propietaris, 8 estaven llogats i ocupats pels llogaters i 7 estaven cedits a títol gratuït; 1 tenia una cambra, 3 en tenien dues, 12 en tenien tres, 25 en tenien quatre i 38 en tenien cinc o més. 73 habitatges disposaven pel capbaix d'una plaça de pàrquing. A 53 habitatges hi havia un automòbil i a 19 n'hi havia dos o més.

### Piràmide de població
La piràmide de població per edats i sexe el 2009 era:
| Homes | Edats   | Dones |
| ----- | ------- | ----- |
| 0     | 95 o +  | 0     |
| 4     | 90 a 94 | 0     |
| 0     | 85 a 89 | 4     |
| 4     | 80 a 84 | 0     |
| 8     | 75 a 79 | 8     |
| 0     | 70 a 74 | 8     |
| 12    | 65 a 69 | 8     |
| 12    | 60 a 64 | 4     |
| 4     | 55 a 59 | 8     |
| 8     | 50 a 54 | 0     |
| 0     | 45 a 49 | 8     |
| 0     | 40 a 44 | 0     |
| 12    | 35 a 39 | 0     |
| 4     | 30 a 34 | 8     |
| 4     | 25 a 29 | 0     |
| 4     | 20 a 24 | 0     |
| 0     | 15 a 19 | 0     |
| 0     | 10 a 14 | 4     |
| 0     | 5 a 9   | 0     |
| 4     | 0 a 4   | 0     |

## Economia
El 2007 la població en edat de treballar era de 95 persones, 61 eren actives i 34 eren inactives. De les 61 persones actives 56 estaven ocupades (26 homes i 30 dones) i 5 estaven aturades (2 homes i 3 dones). De les 34 persones inactives 16 estaven jubilades, 4 estaven estudiant i 14 estaven classificades com a «altres inactius».

### Ingressos
El 2009 a Rauret hi havia 83 unitats fiscals que integraven 177 persones, la mediana anual d'ingressos fiscals per persona era de 13.834 €.

### Activitats econòmiques
Dels 2 establiments que hi havia el 2007, 1 era d'una empresa financera i 1 d'una empresa de serveis.
L'any 2000 a Rauret hi havia 17 explotacions agrícoles.

## Poblacions més properes
El següent diagrama mostra les poblacions més properes.